# Popillia violaceipennis
Popillia violaceipennis är en skalbaggsart som beskrevs av Max Quedenfeldt 1888. Popillia violaceipennis ingår i släktet Popillia och familjen Rutelidae. Inga underarter finns listade i Catalogue of Life.